# Hội Hiển vi Hoàng gia
Hội Hiển vi Hoàng gia (Royal Microscopical Society - RMS) là một hội nghề nghiệp và học tập trong lĩnh vực hiển vi tại Vương quốc Liên hiệp Anh và Bắc Ireland. RMS là hiệp hội lâu đời nhất trên thế giới trong lĩnh vực này với tên gọi ban đầu là Hội Hiển vi Luân Đôn được thành lập từ năm 1839 và nhận được hiến chương hoàng gia Anh từ năm 1866. Dù ban đầu được thành lập bởi những nhà khoa học không chuyên trong lĩnh vực hiển vi, nhưng RMS đã nhanh chóng phát triển trở thành một hội nghề nghiệp chuyên nghiệp với gần 1400 hội viên khắp thế giới, bao gồm các nhà nghiên cứu chuyên nghiệp và những người yêu thích lĩnh vực quan sát cấu trúc tế vi bằng các kỹ thuật hiển vi. Kể từ năm 1852 RMS đã liên tục xuất bản tập san chuyên ngành Journal of Microscopy, là một trong những tập san chuyên ngành uy tín nhất trong lĩnh vực này.
RMS được đăng ký là một tổ chức nghề nghiệp và từ thiện với mục tiêu truyền bá và thúc đẩy các khoa học về quan sát tế vi (hiển vi học), cũng như phát triển nghề nghiệp và mở rộng hiểu biết của công chúng về lĩnh vực này. Một trong những đóng góp lớn nhất của RMS là tiêu chuẩn hóa việc sử dụng lamel thủy tinh kích thước 3x1 inches cho các thí nghiệm quan sát hiển vi (tiêu chuẩn RMS) được xác lập kể từ năm 1840 và vẫn phổ biến cho đến ngày nay.
RMS ngày nay là thành viên của hiệp hội Foundation for Science and Technology (Anh), Liên đoàn Sinh học, Hội Hiển vi Châu Âu (European Microscopy Society) và Liên hiệp Các hội Hiển vi Quốc tế (International Federation of Societies for Microscopy).

## Lịch sử

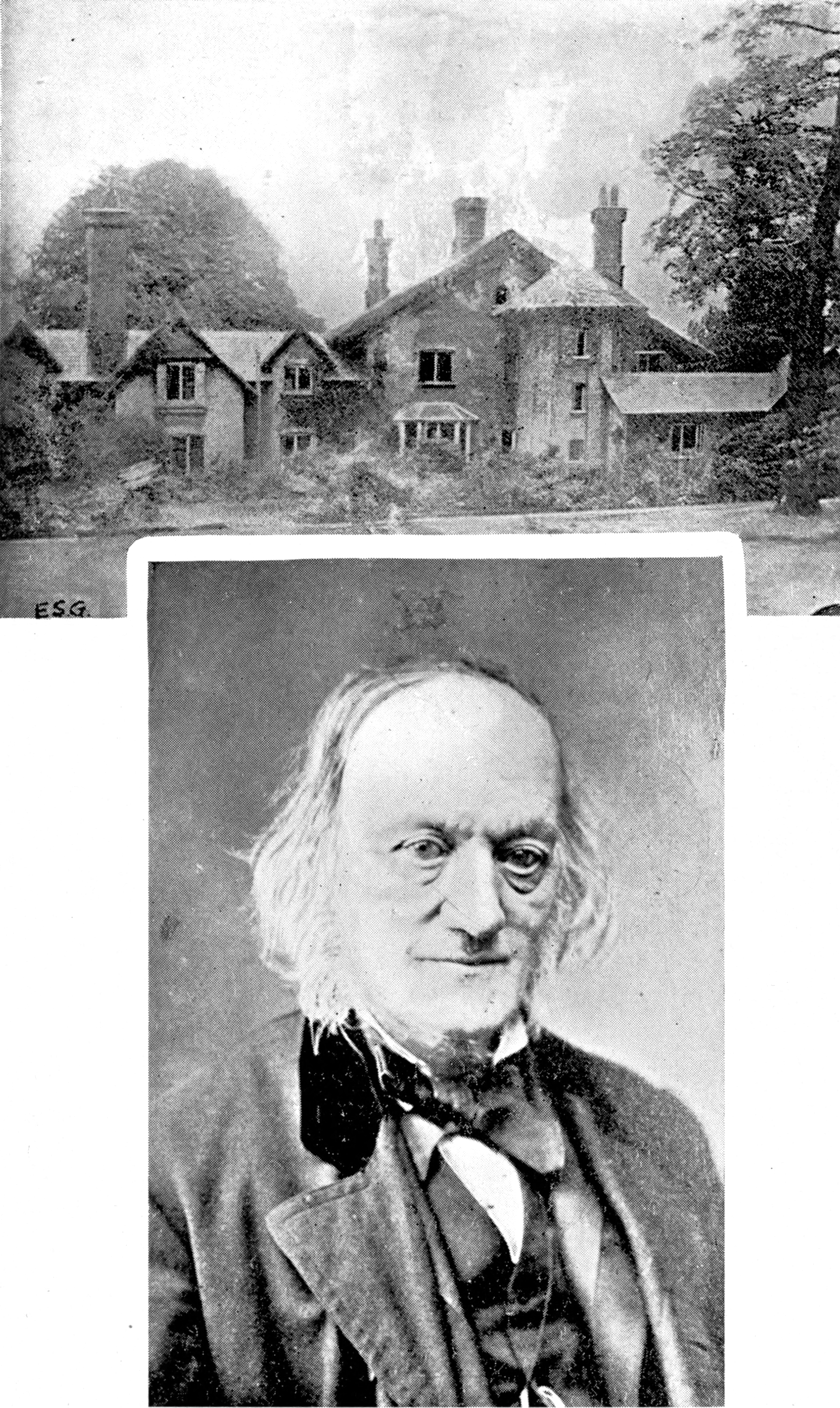
Giáo sư Richard Owen, chủ tịch đầu tiên của RMS

Ý tưởng thành lập RMS được bắt đầu từ ngày 3/9/1839 trong một cuộc họp được tổ chức ở London bao gồm 17 nhà vật lý, trong đó bao gồm nhà sinh học, vật lý học Joseph Jackson Lister, nhiếp ảnh gia Joseph Bancroft Reade, nhà thực vật học Edwin John Quekett, Richard Kippist, và nhà phát minh Cornelius Varley, với mục tiêu thúc đẩy việc hình thành một hiệp hội nhằm phát triển việc nghiên cứu các kỹ thuật quan sát vi cấu trúc cũng như cải tiến các kỹ thuật hiển vi thành một công cụ khoa học. following a decade of great advances in the field of microscopy. Cuộc họp đi đến thống nhất việc thành lập một hội (nghiệp dư) mang tên Hội Hiển vi Luân Đôn và cả nhóm 17 người đã cùng soạn thảo những quy tắc hoạt động đầu tiên của hội. Hội chính thức ra mắt công chúng hơn ba tháng sau đó tại một hội thảo nhỏ được tổ chức ở 21 Regents Street (Luân Đôn) vào ngày 20 tháng 12 năm 1839, với chủ tịch đầu tiên được bầu là Richard Owen (1804 – 1892), nhà sinh học và giải phẫu học người Anh (giáo sư trường Cao đẳng Phẫu thuật Hoàng gia). Tại hội thảo này, 40 hội viên đầu tiên của RMS cũng đã được kết nạp.
Tên gọi Hội Hiển vi Hoàng gia (RMS) như ngày nay được chính thức xác lập từ năm 1866 dưới hiến chương Hoàng gia

## Xuất bản khoa học

### Tạp chí khoa học
Tạp chí khoa học mang tên Journal of Microscopy hiện nay vẫn là tập san khoa học duy nhất của RMS, được thành lập từ năm 1841 và bắt đầu xuất bản đều đặn định kỳ từ năm 1852. Journal of Microscopy là một tập san chuyên ngành có phản biện với nội dung công bố các kết quả khoa học  và công nghệ mới trong lĩnh vực phân tích hiển vi học, bao gồm cả phân tích hình ảnh ở độ phân giải cao và phân tích phổ hóa học, trong các lĩnh vực vật lý, vật liệu, hóa học và sinh học.
Journal of Microscopy ban đầu được thành lập dưới tên gọi Transactions of the Microscopical Society of London, và được đổi thành tên gọi như ngày nay kể từ năm 1869. Hiện nay, Journal of Microscopy được ấn bản tại nhà xuất bản Wiley-Blackwell.

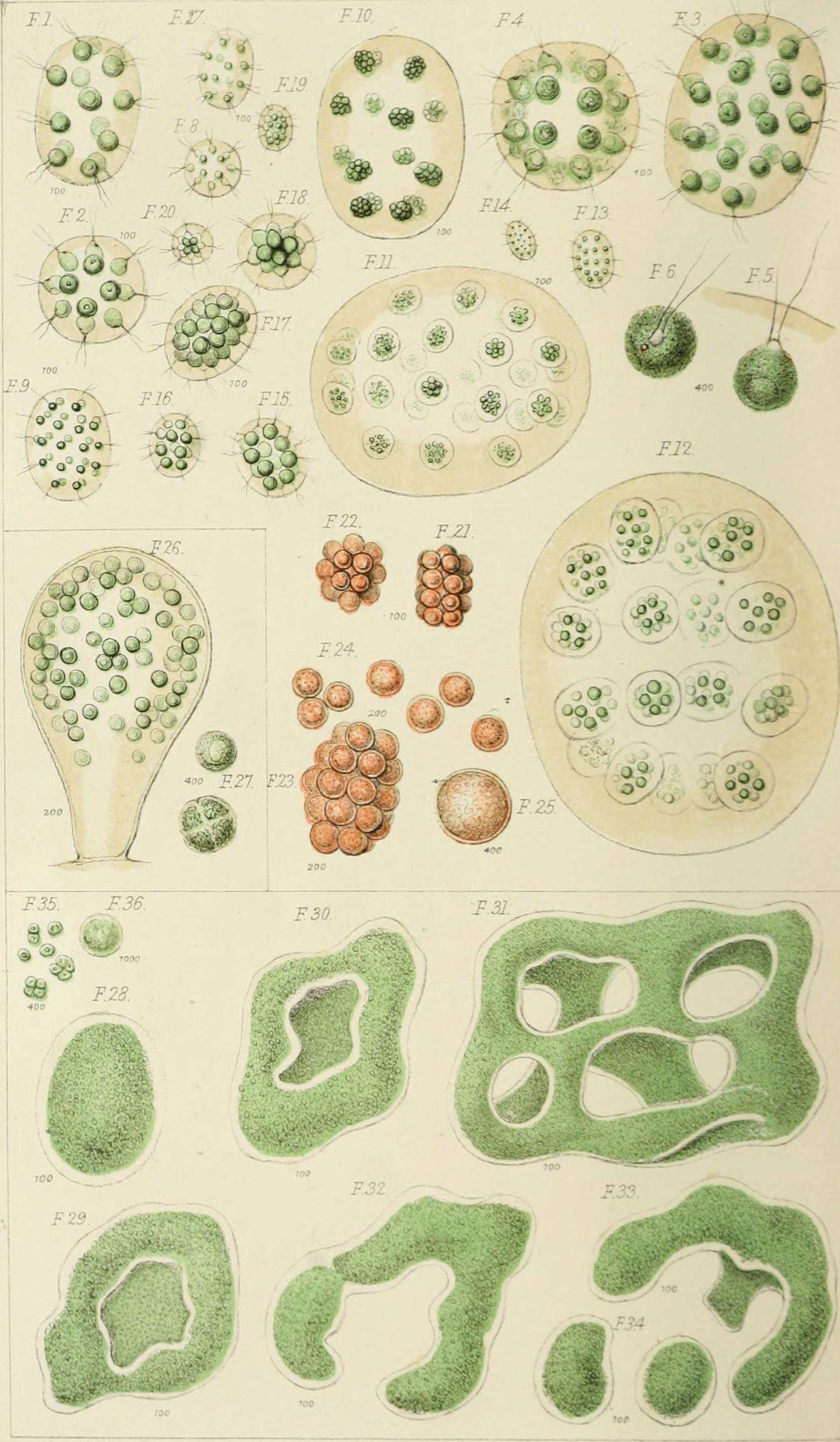
Illustration of Professor Henfreys paper on some Fresh-water Con-fervoid Algae, new to Britain (1853)

### Tạp chí phổ biến khoa học
Bên cạnh tập san khoa học chuyên ngành, RMS cũng xuất bản tạp chí thông tin và phổ biến khoa học mang tên infocus Magazine với 4 số một năm, và phát miễn phí tới các hội viên RMS.